# Polygonum roylei
Polygonum roylei är en slideväxtart som beskrevs av Charles Cardale Babington. Polygonum roylei ingår i släktet trampörter, och familjen slideväxter. Inga underarter finns listade i Catalogue of Life.